# 940-ві до н. е.
940-ві роки до н. е.  — десятиліття, що тривало з 949 до н. е. по 940 до н. е.

## Події
Початок XXII (лівійської) династії фараонів.

## Правителі
- фараони Єгипту Псусеннес II та Шешонк I;
- цар Ассирії Тіглатпаласар II;
- царі Вавилонії Набу-мукін-аплі, Нінурта-кудуррі-уцур II та Мар-біті-аххе-іддін;
- ван Чжоу Му-ван.